# Ludvík Aust
Ludvík Aust (Mladá Boleslav, 18 agosto 1863 – Slaný, 25 agosto 1924) è stato un politico ceco con cittadinanza austro-ungarica.
Figlio di un calzolaio, seguì le orme paterne fino a che nel 1898 si trasferì a Kladno. Qui nel 1900 divenne contabile della locale cassa malati circondariale, per divenirne poi amministratore ed infine direttore. Nel 1920 divenne direttore della cassa malati di Slaný.
Membro del Partito Socialdemocratico Cecoslovacco, fu eletto nel 1907 alla Camera dei rappresentanti austriaca, e venne confermato fino al 1918.